# Hermann Ferdinand Arning
Hermann Ferdinand Arning (* 7. Juli 1911 in Hamburg; † 25. November 1987 ebenda) war ein deutscher Jurist und Politiker (FDP).

## Leben
Hermann Ferdinand Arning studierte Rechtswissenschaft an den Universitäten in Heidelberg, München, Berlin und Hamburg. Ab 1938 praktizierte er als Rechtsanwalt für Verlags-, Presse- und Wettbewerbsrecht in Hamburg. Er war seit 1947 Justitiar des Verbandes Deutscher Zeitschriftenverleger in Hamburg und Schleswig-Holstein, wechselte ein Jahr später als Chefjustitiar zum Axel-Springer-Verlag und übernahm dort zudem von 1964 bis 1967 die Funktion als Bevollmächtigter für elektronische Publikationsmittel. 1968 schied er aus dem Verlag aus. In den 1970er-Jahren war er Geschäftsführer und Gesellschafter des Herz Blatt-Verlages.
Von 1962 bis 1978 war Arning für die FDP Deputierter der Freien und Hansestadt Hamburg. Von 1969 bis 1975, als er als Drittplatzierter in einer Kampfabstimmung gegen Peter-Heinz Müller-Link und der neugewählten Helga Schuchardt unterlag, war er Landesvorsitzender der FDP Hamburg. Gleichzeitig gehörte er dem FDP-Bundesvorstand an.
Bei den Bundestagswahlen 1965 und 1969 kandidierte Arning jeweils auf Platz 7 der Landesliste der FDP Hamburg, konnte jedoch nicht als Abgeordneter in den Deutschen Bundestag einziehen. Auch seine Kandidatur bei der Bürgerschaftswahl in Hamburg 1966 blieb erfolglos.
Unterlagen zu seiner politischen Tätigkeit für die FDP liegen im Archiv des Liberalismus der Friedrich-Naumann-Stiftung für die Freiheit in Gummersbach.